# Fungia puishani
Fungia puishani är en korallart som beskrevs av Veron och DeVantier 2002. Fungia puishani ingår i släktet Fungia och familjen Fungiidae. IUCN kategoriserar arten globalt som otillräckligt studerad. Inga underarter finns listade i Catalogue of Life.